# Dyscritobaeus ildiae
Dyscritobaeus ildiae är en stekelart som först beskrevs av Megyaszai 1995.  Dyscritobaeus ildiae ingår i släktet Dyscritobaeus och familjen Scelionidae. Inga underarter finns listade i Catalogue of Life.